# Mukdenia
Genre
Classification phylogénétique
Mukdenia est un genre de plantes à fleurs de la famille des Saxifragacées. C'est une plante herbacée originaire de Chine et de Corée.

## Description
Il s'agit de plantes herbacées vivaces.
Leur rhizome est brun, épais et écailleux.
Toutes les feuilles sont basales, longuement pétiolées, au limbe globalement ové à circulaire, à base cordée et 5 à 7 lobes profonds en périphérie aux marges dentées.
Les inflorescences sont des cymes sans bractées aux nombreuses fleurs.
Les fleurs ont 5 ou 6 sépales, 5 ou 6 pétales plus courts que les sépales, isomères et alternes avec eux, 5 à 6 étamines plus courtes que les pétales et aussi alternes avec eux. Elles comptent deux carpelles.
Le fruit est une capsule avec de nombreuses graines de petites tailles.
Le nombre de base de chromosomes est de 34.

## Distribution
Le genre est originaire du nord de la Chine et de Corée.
La large utilisation ornementale de Mukdenia rossii a répandu le genre à l'ensemble des pays à climat tempéré.

## Liste des espèces
Ce petit genre ne compte que deux espèces :
- Mukdenia acanthifolia Nakai (1941) - synonyme possible de Mukdenia rossii
- Mukdenia rossii (Oliv.) Koidz. (1935)
  - Mukdenia rossii f. multiloba (Nakai) W.Lee (1996)

## Historique et position taxinomique
En 1891, Adolf Engler décrit un genre - Aceriphyllum - de la famille des Saxifragacées à partir d'une seule espèce Saxifraga rossii Oliv. qui  devient ainsi Aceriphyllum rossii (Oliv.) Engl.. Ce nom est un homonyme invalide de Aceriphyllum Fontaine, genre fossile, publié deux ans plus tôt.
En 1935, Gen'ichi Koidzumi, pour lever l'homonymie, renomme le genre Mukdenia du nom de la ville chinoise de Mukden (Shenyang actuellement) alors ville de l'état satellite de l'empire du Japon du Mandchoukouo.
Aceriphyllum Engl. est donc un synonyme de Mukdenia.
Douglas E. Soltis suggère une affinité de ce genre avec les genres Astilboides, Bergenia et Darmera.